# Osiedle Na Górce
Osiedle Na Górce – osiedle położone w południowej części Wronek. Od 22 grudnia 2015 jest oficjalnie jednostką pomocniczą Gminy Wronki.
Osiedle domków jednorodzinnych położone pomiędzy Aleją Wyzwolenia i ulicą Nowowiejską.

## Zarząd
Zarząd wybrany 13 maja 2016:
- Sławomir Śniegowski (przewodniczący),
- Michał Biedziak (członek),
- Hanna Podzińska (członkini),
- Władysław Białek (członek),
- Urszula Roszak (członkini).